# Cyclopropylmethylketon
Cyclopropylmethylketon ist eine chemische Verbindung aus der Gruppe der Cyclopropane.

## Gewinnung und Darstellung
Cyclopropylmethylketon kann durch Reaktion von 5-Chlor-2-pentanon mit Natriumhydroxid gewonnen werden.

## Eigenschaften
Cyclopropylmethylketon ist eine farblose bis gelbliche Flüssigkeit.

## Verwendung
Cyclopropylmethylketon wird als Zwischenprodukt zur Herstellung anderer chemischer Verbindungen (wie Cyprodinil oder Syntin) verwendet.